# Promień bezwładności
Promień bezwładności ciała sztywnego jest to charakterystyczny wymiar tego ciała określający w sposób syntetyczny jego kształt i rozkład masy wewnątrz tego ciała względem pewnej osi. Promień bezwładności {\displaystyle r_{b}} definiuje wzór
{\displaystyle I=mr_{b}^{2}}
gdzie:
{\displaystyle I} – moment bezwładności ciała,
{\displaystyle m} – masa.
Promień bezwładności można zdefiniować również jako odległość od osi, w którym trzeba by skupić masę całego ciała, aby moment bezwładności tego punktu materialnego był równy momentowi danej bryły względem tej osi.

## Przykład
Moment bezwładności jednorodnej kuli o masie {\displaystyle m} i promieniu {\displaystyle r} dla osi przechodzącej przez środek kuli wynosi
{\displaystyle I={\frac {2}{5}}mr^{2}}
Porównując ten wzór ze wzorem definiującym promień bezwładności otrzymuje się
{\displaystyle r_{b}=r{\sqrt {\frac {2}{5}}}}